# Черниковка (деревня)
Черниковка — историческая деревня Богородской волости Уфимского уезда, в 1931 году вошла в состав рабочего посёлка Черниковка города Уфы.

## Этимология
По одной версии, названа по имени владельца, которому принадлежала деревня — капитана Ивана Черникова, удостоившемуся земельных наделов за верную царскую службу. По другой версии название восходит к селению Черниково (конец XVI века), названному так в честь помощника воеводы Михаила Нагого, боярского сына Ивана Черникова-Онучина, уроженца Нижнего Новгорода, получившего здесь поместье.

## История
Основана около 1600 года.
Иван Черников прибыл из Москвы в Уфу в чине низших служилых чинов. Первый раз ему отвели землю при воеводе Годунове, примерно в 1607 году. Но книга об отводе земли потерялась. Иван Черников служил дозорным, то есть осуществлял отвод земельных участков горожанам, проверял размеры налогового оклада и платежеспособность населения.
В 1609 году по государственному Указу и по приказу воеводы М. В. Годунова за сибирскую службу дали поля близ реки Шугуровки С. Аничкову в собственность. Так началось освоение «дикого поля» на окраине строящегося города-крепости Уфы. Поселенные русские крестьяне занимались земледелием. Селениям присваиваются имена их владельцев: Черниковка, Каловка, Аничково, Бонье и так далее.
В 1615 году Иван Черников подал челобитную царю с просьбой подтвердить ему старый отвод и заново оформить это документально в новой книге. Такое оформление состоялось. В 1615 году Иван Черников выхлопотал себе ещё дополнительно 500 четей.
В 1820 году отмечена как сельцо Черниково.
По состоянию на 1877 год деревня имела 12 дворов, и население в 56 человек (28 мужчин и 28 женщин). Деревня находилась в 11 вёрстах от Уфы.
Из газеты «Уфимские губернские ведомости» (ноябрь 1905)

Конокрадство. Недавно в одну из ночей, покрадено в деревне Черниковке, Богородской волости (около 12 верст от Уфы), четыре лошади у крестьян: Василия Иванова, Ефима Пушкова, Федора Пушкова и Федота Иванова, у каждаго по одной лошади. Украденныя лошади оцениваются свыше 50 рублей каждая.— http://vedomosti.journal-ufa.ru/showinf.php?n=7&n_id=203
До 1922 года эта территория входила в состав Богородской волости Уфимского уезда, в 1931 году деревня вошла в состав рабочего посёлка Черниковка.

## Население
В 1877 году — 56 человек (28 мужчин и 28 женщин), в 1906 году — 87 человек, в 1920 году — 163 человек.